# 제23회 아카데미상
제23회 아카데미상은 1951년 3월 29일에 열린 시상식이다. LA RKO 판타지스 극장에서 개최되었으며 사회자는 프레드 아스테어이다.

## 후보 및 수상

### 작품상
- 이브의 모든 것 - 대릴 F. 자눅 수상
- 귀여운 빌리 - S. 실번 시몬
- 신부의 아버지 - 팬드로 S. 버먼
- 솔로몬 왕의 보고 - 샘 짐발리스트
- 선셋 대로 - 찰스 브래킷

### 남우주연상
- 시라노 - 호세 페러 수상
- 신부의 아버지 - 스펜서 트레이시
- 하비 - 제임스 스튜어트
- 매그니피선트 양키 - 루이스 칼헌
- 선셋 대로 - 윌리엄 홀든

### 여우주연상
- 귀여운 빌리 - 주디 홀리데이 수상
- 이브의 모든 것 - 앤 백스터
- 케이지드 - 엘레노 파커
- 선셋 대로 - 글로리아 스완슨
- 이브의 모든 것 - 베티 데이비스

### 남우조연상
- 이브의 모든 것 - 조지 샌더스 수상
- 아스팔트 정글 - 샘 야페
- 부러진 화살 - 제프 캔들러
- 미스터 880 - 에드먼드 그웬
- 선셋 대로 - 에릭 본 스토하임

### 여우조연상
- 하비 - 조세핀 헐 수상
- 케이지드 - 홉 에머슨
- 이브의 모든 것 - 델마 리터
- 선셋 대로 - 낸시 올슨
- 이브의 모든 것 - 셀레스트 홈

### 감독상
- 이브의 모든 것 - 조셉 L. 맨키위즈 수상
- 아스팔트 정글 - 존 휴스턴
- 귀여운 빌리 - 죠지 큐커
- 선셋 대로 - 빌리 와일더
- 제3의 사나이 - 캐럴 리드

### 각본상
- 선셋 대로 - 찬스 브래킷 수상

### 각색상
- 이브의 모든 것 - 조셉 L. 맨키위즈 수상

### 촬영상
- 솔로몬 왕의 보고 - 로버트 서티스 수상
- 제3의 사나이 - 로버트 서티스 수상

### 편집상
- 솔로몬 왕의 보고 - 랠프 E. 윈터스 수상

### 미술상
- 삼손과 데릴라 - 한스 드레이어 수상
- 선셋 대로 - 한스 드레이어 수상

### 의상상
- 삼손과 데릴라 - 에디스 헤드 수상
- 선셋 대로 - 한스 드레이어 수상

### 원작상
- 거리의 공황 - Edna Anhalt 수상

### 음악상
- 애니여 총을 잡아라 - 아돌프 도이치 수상
- 선셋 대로 - 프란즈 왁스먼 수상

### 주제가상
- Captain Carey, U.S.A. - Ray Evans 수상

### 음향믹싱상
- 이브의 모든 것 - 20세기 폭스음향팀 수상

### 특수효과상
- 데스티네이션 문 - Lee Zavitz 수상

### 단편애니메이션상
- Gerald McBoing-Boing - Stephen Bosustow 수상

### 단편영화상
- In Beaver Valley - 월트 디즈니 수상
- Grandad of Races - Gordon Hollingshead 수상

### 장편다큐멘터리상
- The Titan: Story of Michelangelo - Robert Snyder 수상

### 단편다큐멘터리상
- Why Korea? - Edmund Reek 수상

### 공로상
- Louis B. Mayer 수상
- George Murphy 수상
- Au-dela des grilles 수상

### 어빙 탤버그 상
- 대릴 F. 자눅 수상

## 같이 보기
- 제8회 골든 글로브상
- 제4회 영국 아카데미 영화상